# Khowas
Os Khowa, também conhecidos como Bugun, na sua língua nativa, referem-se a um grupo tribal na Índia. Eles vivem principalmente nas sub-divisões de Wanghoo, Kaspi, Singchung e Tenga do distrito de Kameng Ocidental do estado de Arunachal Pradesh. Segundo a lenda nativa, eles são os descendentes da tribo Achinphumphulua. Eles falam a língua bugun.
Atuando como a base do seu modo de vida, a agricultura itinerante é praticada e animais domésticos como a vaca, o cavalo, o porco, a ovelha, a cabra, aves e o mithun são criados. Para enriquecer a dieta, animais selvagens são caçados utilizando artefatos simples: lanças, armadilhas, arcos e flechas.
Juntamente com as tribos Miji e Aka, o cabelo é mantido longo por alguns em ambos os sexos. Os dois sexos se adornam com ornamentos prateados, e os homens vestem uma roupa bem longa e um chapéu bem alto, que lembra um Fez turco. As mulheres vestem um quepe, às vezes decorado com lindos padrões. Jaquetas de cor púrpura também são utilizadas.
Os Khowa são seguidores da religião Donyi-Polo e foram influenciados pelo Budismo tibetano pelos vizinhos Sherdukpen. Uma profunda influência budista levou à adoção de muitos rituais budistas e ao convite de Lamas budistas para participar dos seus rituais. Como resultado, muitos khowas se declararam budistas nos censos..
Especialmente na vila Sraiba, o Kshyatsowai é celebrado pelos khowas, no qual o sacerdote Phabi tem um importante papel em conduzir a cerimônia e os rituais religiosos.
Em 2006, foi dado a uma ave rara, Bugun Liocichla, o nome da tribo.